# Шетња за памћење (филм)
Шетња за памћење (енгл. A Walk to Remember) је америчка романтична трагедија из 2002. године у режији Адама Шенкмена, а написала ју је Карен Јансен. Заснована на истоименом роману Николаса Спаркса из 1999. године. У филму глуме Шејн Вест, Менди Мур, Питер Којоти и Дарил Хана, а продуцирала је Дениз Ди Нови и Хант Лаури за Варнер Брос.

## Радња
У Бофорту, Сјеверна Каролина, популарни и бунтовни тинејџер Ландон Картер и његови пријатељи су учествовали на малољетничкој забави на школском терену. Они привлаче новог студента, Клеја Гепхарта, у фабрику у нади да ће се нашалити са њим. Међутим, Клеј се озбиљно повређује, што скреће пажњи директора школе који предузма одређене мјере. У настојању да се избегне укључивање закона, директор школе даје Ландону избор да буде избачен из школе или да заврши неколико пројеката за услуге који укључују подучавање викендом, дужности у дому и учешће у школској представи. Изабравши ово друго, Ландон се даље упознаје са Џејми Саливан, кћерком локалног свештеника. Никада се није спријатељио с њом због статуса који има у средњој школи, иако ју је већину свог живота познавао.
Ландон почиње да се бори са представом и невољно тражи упутства од Џејми, која се слаже да му помогне под условом да се неће заљубити у њу, али Ландон га одбацује као глупу идеју. Почињу заједно да тренирају у њеној кући након школе. Почиње да се формира веза између њих, док Џејми не схвати да Ландон жели да њихово пријатељство остане тајна од других, па одлучује да се дистанцира од њега.
На премијери представе, Џејми одушевљава Ландона и публику својим гласом и љепотом. Када Џејми заврши пјевање до краја, Ландон је пољуби. Након тога, Џејми избегава Ландона док његови пријатељи не ураде окрутну шалу. У супротности са својим пријатељима, он је брани и на крају се поново загријава за њега. Ландон је замолио Џејми да оде на састанак на који Џејми открива да јој није дозвољено да излази. Ландон посећује цркву како би питао њеног оца за дозволу. Џејмијин отац је у почетку неодлучан, али се слаже.
Њихов први састанак је огроман успех и води ка другом. Њихов однос јача и све изгледа добро. Током дана, међутим, Џејми признаје да не прави никакве планове за будућност јер има леукемију и није реаговала на третман. Џејмијино стање се погоршава и она је послата у болницу. Након што су сазнали за њено стање, Ландонови пријатељи су му дошли и извинили се због свог претходног третмана Јамиеја и пружили подршку. Док је примљена, Џејми даје Ландону књигу која је некада припадала њеној покојној мајци и каже му да је Ландон њен анђео. Не знајући за Ландона, Џејми је пружена приватна кућна нега од Ландоновог отуђеног оца како би смањила финансијски терет њеног оца.
Ландон гради телескоп за Џејми да види једнократну комету у пролеће. Џејмијин отац му помаже да заврши с временом када добије предиван поглед на комету. Тада је Ландон тражи да се уда за њега. Џејми са сузама прихвата и вјенча се у цркви у којој је мајка била удата. Ландон мисли да је њихово посљедње љето заједно проведено као мушкарац и жена и да је убрзо умрла.
Годинама касније, Ландон се враћа у Беауфорт како би посјетио Џејмијиног оца, откривајући да је примљен у медицинску школу. Ландон се жали да Џејми никада није био у стању да присуствује чуду, на које је њен отац одговорио да је чудо Ландон. У даљем тексту, Ландон изражава тугу због Џејмијине смрти, али описује њихову љубав као ветар; он то не види, али то може да осети.

## Глумци и сарадници
- Глумци:
  - Лорен Кристина Герман,
  - Шила Бротерс,
  - Дејвид Ли Смит,
  - Паз де ла Уерта, Дарил Хана, Паула Џоунс, Чип Томас, Питер Којоте, Ал Томпсон, Адам Шанкман, Ен Флечер, Клејн Крофорд, Џонатан Паркс Џордан, Дарил Хана, Шан Вест, Клејн Крофорд, Дин Мамфорд, Мет Луц, Кели Кол Чилдерс, Кевин Озборн, Мариса Милер, Лорен Кристина Герман, Рајан Свини, Шан Вест, Паз де ла Уерта, Манди Мур, Мервин Ворен, Дејвид Ендруз, Гзавје Хернандез
- Режисер
  - Адам Шанкман
- Сценаристи
  - Николас Спаркс
- Продуценти
  - Хант Лаури